# Mountain Home (Arkansas)
Mountain Home és una població dels Estats Units a l'estat d'Arkansas. Segons el cens del 2008 tenia 12.592 habitants.

## Demografia
Segons el cens del 2000, Mountain Home tenia 11.012 habitants, 5.175 habitatges, i 3.151 famílies. La densitat de població era de 400 habitants/km².
Dels 5.175 habitatges en un 19,9% hi vivien nens de menys de 18 anys, en un 49,3% hi vivien parelles casades, en un 9,6% dones solteres, i en un 39,1% no eren unitats familiars. En el 36,3% dels habitatges hi vivien persones soles el 22,8% de les quals corresponia a persones de 65 anys o més que vivien soles. El nombre mitjà de persones vivint en cada habitatge era de 2,02 i el nombre mitjà de persones que vivien en cada família era de 2,59.
Per edats la població es repartia de la següent manera: un 17,7% tenia menys de 18 anys, un 5,9% entre 18 i 24, un 18,8% entre 25 i 44, un 21,5% de 45 a 60 i un 36,1% 65 anys o més.
L'edat mediana era de 53 anys. Per cada 100 dones de 18 o més anys hi havia 74,3 homes.
La renda mediana per habitatge era de 26.869 $ i la renda mediana per família de 34.895 $. Els homes tenien una renda mediana de 26.800 $ mentre que les dones 19.702 $. La renda per capita de la població era de 16.789 $. Entorn del 7,5% de les famílies i el 10,6% de la població estaven per davall del llindar de pobresa.

## Poblacions més properes
El següent diagrama mostra les poblacions més properes.